# Шкулёв Холдинг
«Шкулёв Холдинг» — российская медиакомпания, состоящая из группы цифровых тематических проектов, федеральной сети городских порталов и журнальных активов. Президентом ряда компаний группы является Виктор Шкулёв.

## История
Основана в 1995 году под названием «Hachette Filipacchi Shkulev» как совместное предприятие с французской издательской группой «Hachette Filipacchi». Виктору Шкулеву принадлежало 49 % акций. В 2004 году объединилась с компанией «Интермедиагруп».
В июне 2011 году «Hachette Filipacchi» вышла из бизнеса, продав свою долю американской компании «Hearst Corporation». Группа компаний стала работать под брендом «Hearst Shkulev Media». Ключевыми компаниями в структуре группы являлись ООО «Хёрст Шкулёв Паблишинг» и ООО «Хёрст Шкулёв Медиа».
В 2015 году «Hearst Corporation» продала часть акций, снизив свою долю в «Hearst Shkulev Media» до 20 %; оставшиеся 80 % перешли в собственность Шкулёва.
В 2017 году ещё одной компанией в составе группы стало ООО «Сеть городских порталов».
В марте 2022 года компания «Hearst» ушла с российского рынка. У группы компаний остался один собственник — Шкулёв, и она продолжила работу под брендом «Shkulev Media Holding». Два ключевых ООО были переименованы в ООО «Шкулёв Медиа Холдинг» и ООО «Шкулёв Медиа» соответственно.

## Деятельность
С начала 2012 года компания начало активно приобретать городские порталы в регионах России. В результате медиахолдинг, — в частности, челябинской сети «Rugion» и новосибирской сети «Независимые городские сайты». В число приобретённых порталов в дальнейшем вошли также E1.ru (Екатеринбург), NGS24.ru (Красноярск), NGS55.ru (Омск), NN.ru (Нижний Новгород), 29.ru (Архангельск), 45.ru (Курган), 59.ru (Пермь), 63.ru (Самара), 72.ru (Тюмень), 74.ru (Челябинск), 76.ru (Ярославль), 93.ru (Краснодар), 161.ru (Ростов-на-Дону), UFA1.ru (Уфа), V1.ru (Волгоград), Vladivostok1.ru (Владивосток) и др.
В декабре 2018 года Виктор Шкулёв стал мажоритарным акционером сайта «Фонтанка.ру», и с 2019 года его рекламные возможности были объединены с «Сетью городских порталов». В марте 2020 года главой цифрового бизнеса была назначена дочь Шкулёва Елена, ранее занимавшая должность директора «Woman.ru» и «Marie Claire».
В конце марта 2022 года холдинг запустил сайт о Москве MSK1.RU, который также вошел в состав сети городских порталов.
10 февраля 2023 года «Shkulev Media Holding» запустил два проекта theGirl.ru и myDecor.ru.
В августе 2024 года были куплены рязанский городской портал Ya62.ru и телеграм-канал «Новости Рязани YA62».

## Структура
Состоит из группы цифровых тематических проектов, федеральной сети городских порталов и журнальных активов. Президентом ряда компаний группы является Виктор Шкулёв.
Компании, входящие в структуру холдинга, управляют сайтами Woman.ru, theDay.ru, StarHit.ru, theGirl.ru, myDecor.ru, Maximonline.ru, MarieClaire.ru, Psychologies.ru, Parents.ru, VokrugSveta.ru, DoctorPiter.ru и связанными с ними соцсетями. Холдинг выпускает журналы Marie Claire, Psychologies, «Вокруг света» и «Антенна-Телесемь», осуществляет услуги по продажам рекламы, управлению цифровыми медиа, маркетингу, связям с общественностью и другим направлениям.
Имеет 49 региональных подразделений в России. Совокупный тираж изданий «Hearst Shkulev Media» за сентябрь 2013 — февраль 2014 года, превышал 11 млн экз., совокупная аудитория составляла 16,2 млн человек.
Структуры компании осуществляют размещение рекламы в печатных и интернет-проектах холдинга. Ежемесячная аудитория последних составляет более 143 млн читателей и пользователей.